# 柏木由紀的YUKIRIN TIME
《柏木由紀的YUKRIN TIME》（日语：柏木由紀のYUKIRIN TIME），是在FM東京所播放的深夜廣播談話節目，每週四27:00 - 27:30播出，由柏木由紀主持，於2022年3月31日的深夜正式結束。

## 概要
- 是柏木由紀的首個冠名定期廣播節目。
- 播放時段原節目為柏木所屬的子團體French Kiss節目French Kiss的Kiss廣播!（延至每週日25:00 - 25:30時段）。在2012年9月29日，French Kiss三人在節目上發表本節目即將開始播出。
- 播出電台數與French Kiss的Kiss廣播!相比，新增FM愛媛。

## 演出

### 主持人
- 柏木由紀 （AKB48）

### 來賓
- 箭内道彦 （#3、2012年10月20日）
- 石川梨華 （留言訊息、#7、2012年11月17日）
- タカハタ秀太 （#15、2013年1月12日）
- 佐野史郎 （#20、2013年2月16日）
- 澤部佑 （#37、2013年6月15日）
- 松本明子 （#60、2013年11月23日）

### 過去單元
五十音Talk
順序以五十音為首的單詞進行Talk。
詩的環節
由柏木由紀回答聽眾發來的詩。
妄想Yukirin
從聽眾發來的題目柏木由紀可進行自由妄想。
心理測驗環節
由柏木由紀回答聽眾發來的心理測驗
石塚英彦的美味〜市場
由石塚英彦進行的單元，毎週石塚在單元中進行商品的介紹。2012年12月29日已完結該單元。

## 首播時間
2012年10月6日 - 2020年9月26日
- 星期六 24:00 - 24:30 (星期日 0:00 - 0:30)

2020年10月1日 - 2021年3月25日
- 星期四 28:00 - 28:30 (星期五 4:00 - 4:30)

2021年4月1日 - 2022年3月31日
- 星期四 27:00 - 27:30 (星期五 3:00 - 3:30)

## 放送局
FM東京以外的電台皆較晚播放。
- TOKYO FM（製作局） 星期六 24:00-24:30
- AIR-G 星期六 6:00-6:30
- FM IWATE 星期六 24:00-24:30
- 福島FM 星期六 27:30-28:00
- 廣島FM 星期六 20:30-21:00
- FM FUKUOKA 星期六 27:00-27:30
- FMK FM熊本 星期六 26:00-26:30
- Date fm 星期日 21:00-21:30
- FM愛媛 星期日 24:00-24:30
- FM高知 星期日 24:00-24:30
- FM OSAKA 星期一 5:00-5:30
- FM AICHI 星期二 20:30-21:00
- FM-NIIGATA 星期四 19:00-19:30
- FM鹿兒島 星期五 21:00-21:30

## 外部連結
- 柏木由紀的YUKRIN TIME （页面存档备份，存于）